# البنك البلغاري الوطني
البنك البلغاري الوطني (بالبلغارية: Българска народна банка)‏، هو البنك المركزي لجمهورية بلغاريا ومقرها في صوفيا. تم تأسيس في 25 يناير 1879م.
وهي مؤسسة مستقلة مسؤولة عن إصدار جميع الأوراق النقدية والعملات المعدنية في البلاد، والإشراف على القطاع المصرفي وتنظيمه، والاحتفاظ باحتياطيات الحكومة من العملات. هو أيضا المالك الوحيد لدار سك العملة البلغاري. الحاكم هو ديميتار راديف. للبنك دور رئيسي في الاقتصاد البلغاري. منذ 01-01-2007 أصبح البنك البلغاري الوطني عضو في النظام الأوروبي للبنوك المركزية. محافظ البنك هو عضو في الجمعية العامة للبنك المركزي الأوروبي. إنه أقدم 13 بنك مركزي في العالم.

## روابط خارجية
- (بالبلغارية) (بالإنجليزية) الموقع الرسمي للبنك البلغاري الوطني
- معرض النقود الورقية البلغارية